# محرك البراونية
محرك البراونية
محركات البراونية (بالإنجليزية: Brownian Motors)‏ هي محركات على نانو النطاق أو تسمى أيضا الأجهزة الجزيئية التي تتحرك بواسطة تنشيط العمليات حراريا (التفاعلات الكيميائية) التي تسيطر عليها واستخدامها لتوليد الطاقة الللازمة لتوجيه الحركة في الفضاء، والقيام بأعمال كهربائية أو ميكانيكية. هذه محركات صغيرة تعمل في بيئة حيث اللزوجة تهيمن عليها والقصور ذاتي أيضا، وحيث الضوضاء الحرارية تجعلها تتحرك في اتجاه معين بصعوبة كمثل صعوبة المشي في إعصار: القوى الدافعة هذه المحركات في الاتجاه المرغوب فيه ضئيلة جدا بالمقارنة مع القوى العشوائية التي تمارسها البيئة. لأن هذا النوع من المحركات هو ذلك تعتمد بشدة على الضوضاء الحرارية العشوائية، فلهذا السبب المحركات البراونية هي أمر ممكن فقط في المقياييس المتناهية الصغر(مقاييس النانو).

## اقرا أيضا
- محركات جزيئية